# Киевский зоопарк
Киевский зоологический парк общегосударственного значения (укр. Київський зоологічний парк загальнодержавного значення) — природоохранное, научно-исследовательское и культурно-образовательное учреждение в Шевченковском районе Киева, искусственно созданный объект природно-заповедного фонда Украины. Зоопарк создан по инициативе Киевского общества любителей природы; официальной датой основания считается 21 марта 1909 года.

## Статус зоопарка
Статус зоопарка: как объект природно-заповедного фонда, зоопарк подчиняется Министерству охраны окружающей природной среды Украины (статус объекта природно-заповедного фонда зоопарк получил в соответствии с Постановлением Совета Министров Украинской ССР от 22 июля 1983 № 311 «О классификации и сеть территорий и объектов природно-заповедного фонда Украинской ССР»).
Киевский зоопарк относится к коммунальной собственности территориальной общины г. Киева и подчиняется Департаменту культуры исполнительного органа Киевского городского совета (Киевской городской государственной администрации) — в соответствии с Распоряжением исполнительного органа Киевского городского совета (Киевской городской государственной администрации) от 04.04.2017 № 391 «О некоторых вопросах деятельности Киевского зоологического парка общегосударственного значения"

## Основные задачи зоопарка
Основные задачи зоопарка:
- формирование и содержание коллекций животных;
- сохранение и воспроизводство животных в искусственных условиях, в первую очередь исчезающих и редких, занесённых в Красную книгу Украины и в международные Красные списки;
- изучение, обобщение и внедрение отечественного и зарубежного опыта содержания и разведения животных в неволе;
- формирование, сохранение и развитие дендропарка;
- проведение научно-исследовательских работ;
- проведение учебно-воспитательной и культурно-образовательной деятельности в области экологии, охраны природы, этологии, зоологии и животноводства;
- обеспечение различных форм культурного досуга посетителей, создание надлежащих условий отдыха населения, при сохранении благоприятных условий содержания животных.

## История зоопарка
Киевский зоопарк основан в 1909 году. Сначала зоопарк размещался на территории нынешнего Ботанического сада имени академика А. В. Фомина. В 1913 году зоологический парк был переведён на новую территорию (Брест-Литовский проспект № 8 (сейчас проспект Победы, 32), где находится и теперь. С тех пор появилась улица Зоологическая.
В зоопарке проводится работа по акклиматизации многих животных (тропических и субтропических стран, далекого Севера), значительное внимание уделяется их размножению, особенно редких, исчезающих видов.
Сотрудники зоопарка проводили научную работу по изучению условий жизни зубров, куланов, лошадей Пржевальского, амурского тигра, медведей и др.
На территории зоологического парка растет более 130 видов деревьев и кустов. В начале 1980-х годов была осуществлена реконструкция.
В течение года специалисты зоопарка проводят интересные научно — просветительские акции.
Проводятся обзорные и тематические экскурсии на сказочном поезде.
Отмечаются международные, государственные, муниципальные, народные праздники и дни, посвященные отдельным группам животных — жителям Киевского зоопарка, проходят акции и во время школьных каникул.
На базе Киевского зоопарка активно действует кружок юннатов, в котором дети получают знания по биологии, систематике, зоогеографии наземных и водных животных, знакомятся с коллекцией животных Киевского зоопарка, ухаживают за ними, изучают их поведение и циклы развития, основы природоохранной деятельности на Украине и за её пределами. Киевский зоопарк открыт для любой спонсорской помощи и опеки над животными.
В 2009 году Киевскому зоопарку исполнилось 100 лет. За свою вековую историю зоопарк прошёл долгий путь от общественного зверинца до одного из наибольших по территории зоологических парков Европы, расположенных в черте города.
Зоопарк является членом Евроазиатской и Украинской ассоциации зоопарков и террариумов.
| Дата       | Группы животных | Группы животных | Группы животных | Группы животных | Группы животных | Группы животных | Группы животных | Группы животных | Группы животных | Группы животных | Группы животных | Группы животных | Группы животных | Группы животных |
| ---------- | --------------- | --------------- | --------------- | --------------- | --------------- | --------------- | --------------- | --------------- | --------------- | --------------- | --------------- | --------------- | --------------- | --------------- |
| Дата       | Млекопитающие   | Млекопитающие   | Птицы           | Птицы           | Пресмыкающиеся  | Пресмыкающиеся  | Земноводные     | Земноводные     | Рыбы            | Рыбы            | Беспозвоночные  | Беспозвоночные  | Всего           | Всего           |
| Дата       | Видов           | Особей          | Видов           | Особей          | Видов           | Особей          | Видов           | Особей          | Видов           | Особей          | Видов           | Особей          | Видов           | Особей          |
| 31.10.2012 | 71              | 239             | 98              | 750             | 56              | 205             | 30              | 263             | 48              | 601             | 48              | 780             | 351             | 2838            |
| 01.07.2013 | 72              | 252             | 93              | 646             | 55              | 202             | 52              | 422             | 47              | 626             | 50              | 862             | 369             | ≈ 3000          |
| 01.01.2014 | 71              | 254             | 95              | 842             | 55              | 200             | 53              | 441             | 45              | 679             | 59              | 876             | 378             | 3292            |
| 07.07.2015 |                 |                 |                 |                 |                 |                 |                 |                 |                 |                 |                 |                 | 368             | 3250            |
| 20.03.2016 |                 |                 |                 |                 |                 |                 |                 |                 |                 |                 |                 |                 | 330             | 2480            |
| 23.06.2017 |                 |                 |                 |                 |                 |                 |                 |                 |                 |                 |                 |                 | 300             | 2170            |

## Галерея
- Скульптура "Лев и львица"
- Фонтан "Золотой ключик"
- Слон
- Зоокарта
- Бывший с 1968 по 2019 год главный вход